# Lago Taimir
O lago Taimir (em russo:  Таймы́р, Таймы́рское о́зеро) é um lago das regiões centrais da península de Taimir no krai de Krasnoyarsk, na Federação Russa. Está localizado a sul dos montes Byrranga. O lago Taimir é grande, com um comprimento aproximado de 165 km de leste a oeste. Tem uma forma irregular, com muitos braços que se projetam em diferentes direções e que cobrem uma ampla região. A sua largura máxima, no entanto, é apenas cerca de 23 km no seu ponto mais largo, perto do extremo leste do lago. É em área o segundo maior lago da Rússia asiática, apenas ultrapassado pelo lago Baikal. É também o maior lago a norte do Círculo Polar Ártico, com mais de 104000 km2.
O lago Taimir fica coberto de gelo entre o final de setembro e junho. O rio principal que flui para este lago é o rio Taimir Superior, que entra no lago a partir de oeste. O Taimir inferior sai do lago e vai para o norte atravessando os montes Byrranga.
As áreas da tundra ao sul do lago Taimir estão cheias de pequenos lagos e pântanos. Existem dois grandes lagos a leste e sudeste do lago Taimir, que forma a baía de Yamuneru: 33 km a leste está o lago Kungusalaj e 72 km a sudeste o lago Portnyagino. Ambos os lagos têm cerca de 20 km.